# Puente Kennedy
El Puente Kennedy (en francés: Pont Kennedy) es el paso principal por el río Níger en Niamey, en el país africano de Níger. Fue construido en 1970, y nombrado así por el presidente de Estados Unidos John F. Kennedy. Su construcción permitió a Niamey ampliarse sobre la margen derecha del río hacia el oeste. El 9 de febrero de 1990 un enfrentamiento entre estudiantes de la Universidad de Niamey y la policía en el puente dejó 20 civiles muertos, y aceleró el fin del régimen militar encabezado por el general Ali Saibou.